# Lăstunul lui Brazza
Lăstunul lui Brazza (Phedinopsis brazzae) este o specie de pasăre din familia Hirundinidae.

## Taxonomie
Lăstunul lui Brazza a fost descris pentru prima dată în 1886 sub numele binomial Phedina brazzae de zoologul francez Émile Oustalet pe baza unui specimen obținut din Nganchu, districtul Ngabé din ceea ce este acum Republica Congo. Acest lăstun este acum singura specie plasată în genul Phedinopsis care a fost introdusă în 1971 de ornitologul german Hans Edmund Wolters.
Numele genului, Phedinopsis combină genul Phedina cu grecescul antic opsis care înseamnă „aspect”. Numele speciei îl comemorează pe exploratorul francez născut în Italia Pierre Savorgnan de Brazza, care va deveni mai târziu guvernator general al Congoului francez, și care a colectat specimenul tip. Această specie a fost adesea numită „lăstunul  Congo”, dar acest lucru invită la confuzie cu lăstunul de nisip de Congo sau lăstunul de Congo, Riparia congica.

## Descriere
Lăstunul lui Brazza are 12 cm lungime, cu aripi de 10 cm. Această hirundină mică are părțile superioare de culoare gri-maro, cu un cap maro oarecum mai închis și părțile inferioare albe, puternic striate cu maro-închis, de la gât până la orificiu anal. Penajul pieptului are o nuanță maronie. Coada pătrată are în medie 4,68 cm lungime și are margini albe la acoperitoarele maro ale subcozii. Penele de zbor sunt maro-închis iar ciocul și picioarele sunt negre. Ochii sunt maro închis, iar ciocul negru are o lungime medie de 8,5 mm. Sexele sunt asemănătoare, dar păsările juvenile au dungi mai difuze la piept și margini maro-ruginii pe penele spatelui și ale aripilor. Această pasăre este monotipică, nu are nici o subspecie.